# Programmazione logica induttiva
La programmazione logica induttiva (acronimo ILP, dall'inglese Inductive Logic Programming) è una sottoarea dell'apprendimento automatico che rappresenta la sua confluenza con la programmazione logica.
Spesso viene usato come sinonimo di apprendimento relazionale, ossia apprendimento nel contesto di rappresentazioni equivalenti alla logica del primo ordine.